# Landkreis Neustadt an der Waldnaab
Landkreis Neustadt an der Waldnaab är ett distrikt (Landkreis) i Oberpfalz i det tyska förbundslandet Bayern.

## Geografi
Distriktet gränser i ost till den tjeckiska regionen Plzeň, i söder till Landkreis Schwandorf, i sydväst till Landkreis Amberg-Sulzbach, i nordväst till Landkreis Bayreuth, i norr till Landkreis Tirschenreuth och i den inre till den kretsfria Staden Weiden in der Oberpfalz.